# 贾汉吉尔 (帖木儿之子)
吉亞斯德丁·賈漢吉爾·米尔扎（波斯語：‎，拉丁化：Ghiyas-ud-din Jahangir Mirza，1356年—1376年）為帖木儿王朝的成員，其是中亚征服者，帖木儿帝国奠基人帖木儿的長子。賈漢吉爾是帖木兒最為疼愛的兒子，他不僅在其父麾下擔任帝國的主要軍事指揮官之一，更被帖木兒欽點為帝國的繼承人。然而，賈漢吉爾最終於1376年亡故而未能繼承皇位。

## 出生
賈漢吉爾是帖木兒四名活過嬰兒時期，順利成年的兒子之一，且是唯一一名由正妻所生的嫡子。他的生母特蜜許·阿迦（Turmish Agha）除了生下賈漢吉爾之外，還與其丈夫帖木兒另外育有早逝的兒子賈漢沙（Jahanshah），以及女兒阿卡·比姬（Aka Biki），阿卡·比姬日後嫁給了泰赤乌部出身的蘇丹·侯賽因。
關於賈漢吉爾與他的兄弟烏馬爾·沙黑兩人何者才是帖木兒的長子，今日仍存有爭議。有關帖木兒王室在這時期最重要的資訊來源，主要是參考族譜《貴顯世系》（Mu'izz al-Ansab）內的紀錄，但在這一點上，家譜中的說法卻顯得矛盾。雖然族譜指出賈漢吉爾是帖木兒諸子中最年長的一個，但卻於譜系中首先介紹了烏馬爾·沙黑的家族，這又意味著烏馬爾·沙黑才是帖木兒的長子。而依據其他歷史文獻中的記載，像是尼扎姆德丁·沙米（Nizam-ud-din Shami）所寫的勝利之書以及歇里甫丁·阿里·雅兹迪所著的帖木儿武功记中，亦皆採支持烏馬爾·沙黑年齡大於賈漢吉爾的觀點。

## 與察合台汗國的戰爭
在察合台汗禿忽魯帖木兒逝世後，一位名為哈马儿丁的貴族發起叛亂，自立為东察合台汗国的可汗。而此時已經征服了原察合台汗國西半部領土的帖木兒，則趁著東察合台汗國陷入內亂的絕佳機會，於1370年帶領一支軍隊攻打哈馬兒丁。到了1375年，哈馬兒丁在帖木兒大軍的攻擊下不得不被迫逃離至外伊犁阿拉套山脈一帶躲藏。賈漢吉爾奉其父之命穿越一座座山峰間的狹窄峽谷，持續追捕逃匿的哈馬兒丁，同時率軍沿途擊潰當地的多支蒙古軍隊。儘管哈馬兒丁自己幸運躲過賈漢吉爾的抓捕，不過賈漢吉爾仍成功擄獲他的妻子禿滿·阿迦（Tuman Agha）與女兒迪爾莎德·阿迦（Dilshad Agha），而迪爾莎德·阿迦不久後便嫁給了帖木兒。

## 婚姻
1372年，帖木兒率軍入侵當時由蘇非王朝統治下的呼羅珊地區。起初王朝的統治者優素福·蘇非（Yusuf Sufi）雖然極力反抗，但最終仍向帖木兒屈服，並答應讓其侄女賽芬·貝格·罕匝答與賈漢吉爾成婚。罕匝答為優素福兄弟阿克·蘇非（Aq Sufi）的女兒，同時也是金帳汗國可汗札尼别的外孫女。
次年，罕匝答在大批婚禮隊伍的簇擁下，被送往帖木兒帝國的首都撒馬爾罕，隊伍中載著包括寶石、貴重金屬、絲綢和掛毯在內等為數眾多的禮物。罕匝答披著面紗騎著白色的駱駝，在女僕與騎兵們的陪同護送下安然抵達都城與賈漢吉爾完婚。
賈漢吉爾和罕匝答兩人婚後育有一子一女，分別是兒子馬黑麻·蘇丹和女兒雅蒂格爾·蘇丹。

## 去世

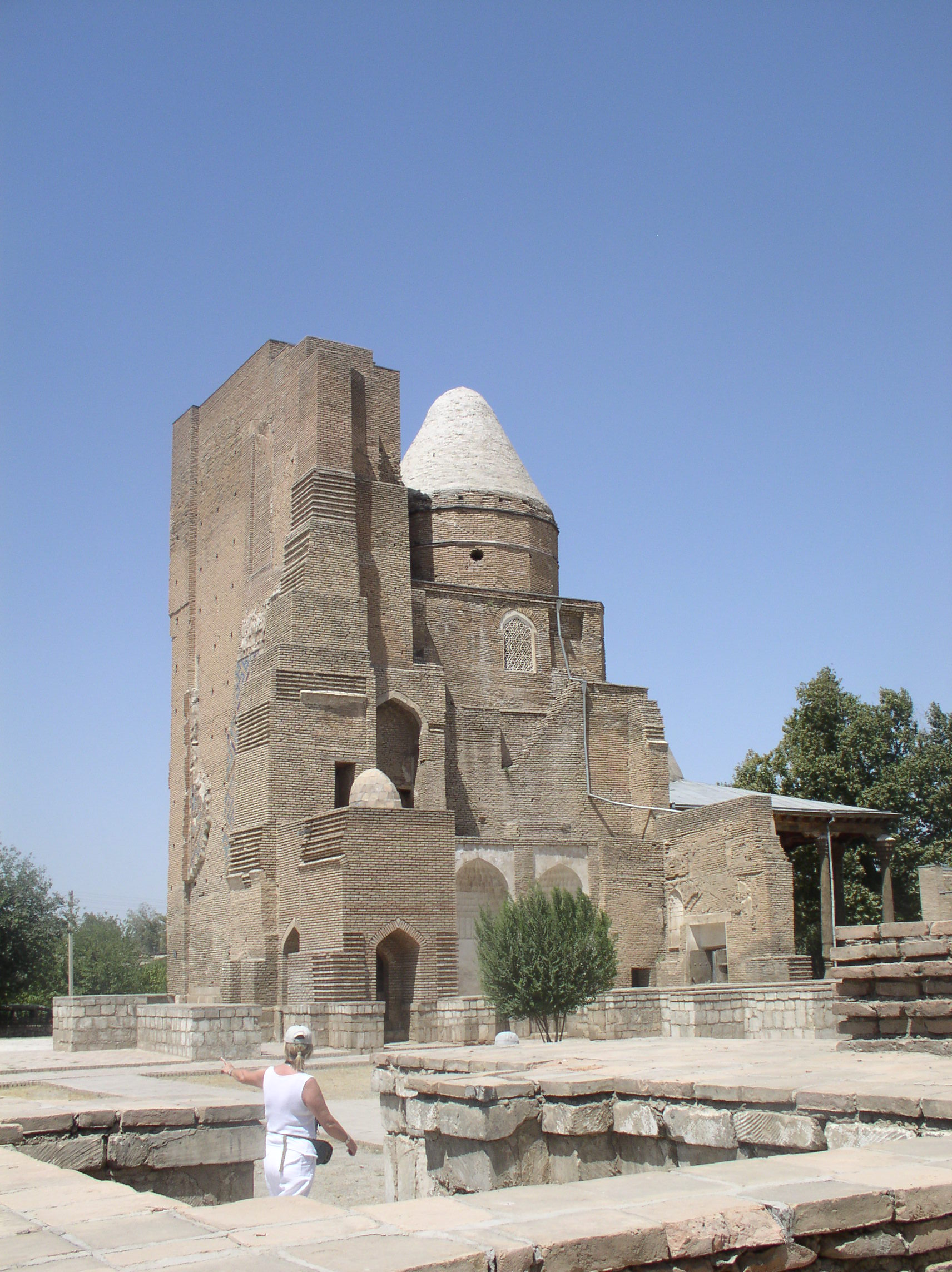
賈漢吉爾逝世後，被安葬於現今烏茲別克境內沙赫里薩布茲的賈汗吉爾陵

在結婚僅短短兩年後，賈漢吉爾便於1376年因病去世。據相關記載，帖木兒因為兒子的死而痛苦地無法自拔，哀痛的帖木兒為此暫時停止了他原先持續不斷的征戰活動。學者歇里甫丁·阿里·雅茲迪寫道：「帖木兒深陷愁緒之中而鬱鬱寡歡，臉頰幾乎總是掛滿淚痕，他穿著哀悼的喪服，終日心緒不寧。在此之前，整個王國曾因偉大的皇帝而歡欣鼓舞，如今卻變成了悲傷和哭泣之地」。
賈漢吉爾死後被安葬在一座被稱為「賈汗吉爾陵」的高大陵寢裡，這座陵寢是現今沙赫里薩布茲多魯索達特陵寢建築群（Dorussaodat mausoleum complex）的一部分。時至今日，建築群中僅剩賈漢吉爾陵仍屹立於沙赫里薩布茲當地。

## 家庭

### 妻妾
- 賽芬·貝格·罕匝答（英语：Sevin Beg Khanzada）：弘吉剌部的阿克·蘇非（Aq Sufi）之女，賈漢吉爾病逝後，罕匝答與米蘭沙再婚
- 盧凱婭·汗尼卡（Ruqaiya Khanike）：阿米爾·凱-霍斯魯·阿帕迪（Amir Kai-Khusrau Apardi）之女
- 芭赫特·馬里克·阿迦（Bakht Malik Agha）：伊利亞斯·誇瓦賈·塔塔兒·牙撒兀里（Ilyas Khwaja Tatar Yasauri）之女

### 子女
賈漢吉爾與三位妻子生有六個孩子：
賽芬·貝格·罕匝答所生
- 馬黑麻·蘇丹
- 雅蒂格爾·蘇丹（Yadigar Sultan）

盧凱婭·汗尼卡所生
- 嘉罕·蘇丹（Jahan Sultan）

芭赫特·馬里克·阿迦所生
- 皮儿·马黑麻
- 法蒂瑪·蘇丹（Fatima Sultan）
- 帕揚妲·蘇丹（Payanda Sultan）